# Andrea Ardinghelli
Andrea Ardinghelli (Firenze, 1531 – L'Aquila, 1602) è stato un banchiere italiano, regio tesoriere d'Abruzzo Ultra nel XVI secolo.

## Biografia
Andrea nacque a Firenze nel 1531 da Lorenzo Ardinghelli, di nobile famiglia filomedicea; era nipote dei cardinali Niccolò e Ludovico e di Giuliano Ardinghelli, legato alla famiglia Farnese.
Nel 1549 fu inviato all'Aquila dal padre per gestire le attività creditizie della famiglia in Abruzzo, dove, già dal XIV secolo, i Medici coltivavano numerose relazioni economiche legate soprattutto al commercio della lana e dello zafferano. Nel 1559 si sposò con Margherita Strozzi nella chiesa di Santa Maria Paganica e nel 1561 acquistò il titolo di percettore per il regio fisco nella provincia di Abruzzo Ultra, cioè persona incaricata dal Re alla riscossione dei tributi, incarico di notevole autorità e prestigio.
Nel 1572 si insediò in città la nuova governatrice Margherita d'Austria, sorella del re Filippo II di Spagna e moglie di Ottavio Farnese, con la quale in principio si crearono dei dissapori, già perché Ardinghelli si rifiutò di cedere il palazzo del Conte di Montorio — sua dimora in quanto residenza ufficiale del tesoriere, ma di proprietà di Pompeo Colonna — alla sorella del re, che prese quindi la propria residenza nel Palazzo del Capitano; i rapporti, tuttavia, si distesero in poco tempo tanto: già l'anno seguente, infatti, Margherita fu la madrina di un figlio di Ardinghelli, Alessandro, e nel 1582 questi riuscì a ottenere il lascito ereditario del titolo di percettore provinciale al figlio maggiore, Pietro Maria, nonché a comprare quello di credenziere della grascia d'Abruzzo Ultra per un altro figlio, Cosimo, grazie a un'intercessione di Margherita presso il sovrano. Nonostante ciò, però, la governatrice cercò di attirare nuovi finanziatori all'Aquila, tra cui i D'Avalos, per diversificare il debito cittadino e rendere i vincoli con Ardinghelli meno stringenti, riducendone in questo modo il potere.
Nel 1575 l'Ardinghelli acquisì da Camillo Antonelli i feudi di San Demetrio ne' Vestini e Rocca Santo Stefano, diventando possessore di antichi castelli della zona della media valle dell'Aterno e inserendosi così nella nobiltà locale. Morì nel 1602.

## Discendenza
Andrea Ardinghelli fu capostipite del ramo aquilano della famiglia, che si estinse nel XVIII secolo. Dal suo matrimonio con Margherita Strozzi ebbe diversi figli:
- Pietro Maria, succedutogli nell'ufficio di percettore;
- Cosimo, credenziere provinciale, sposato con Laudomia di Colantonio Cocullo, con discendenza;
- Marta, sposata il 26 aprile 1599 con Gian Girolamo Agnifili del Cardinale;
- Vittoria (21 gennaio 1568-?)
- Alessandro (8 maggio 1573-?), che ebbe al battesimo come madrina Margherita d'Austria e come padrino Ludovico de Torres;
- Vincenzo (9 aprile 1576-?), sposato con Oridia De Rosis, con discendenza;
- Massimino (o Massimiano) (10 giugno 1581-?), con discendenza.[5]